# Biatlo nos Jogos Olímpicos de Inverno de 2010
As competições de biatlo nos Jogos Olímpicos de Inverno de 2010 foram realizadas no Parque Olímpico de Whistler entre 13 e 26 de fevereiro.

## Calendário
| Fevereiro | 12 | 13 | 14 | 15 | 16 | 17 | 18 | 19 | 20 | 21 | 22 | 23 | 24 | 25 | 26 | 27 | 28 |
| --------- | -- | -- | -- | -- | -- | -- | -- | -- | -- | -- | -- | -- | -- | -- | -- | -- | -- |
| Biatlo    |    | 1  | 1  |    | 2  |    | 2  |    |    | 2  |    | 1  |    |    | 1  |    |    |

|  | Dia de competição |  | Dia de final |

## Eventos
| Masculino - 20 km individual - Velocidade individual 10 km - Perseguição 12,5 km - 15 km em largada coletiva - Revezamento 4x7,5 km | Feminino - 15 km individual - Velocidade individual 7,5 km - Perseguição 10 km - 12,5 km em largada coletiva - Revezamento 4x6km |

## Medalhistas
Masculino
| Evento                               | Ouro                                                                            | Prata                                                                          | Bronze                                                                  |
| ------------------------------------ | ------------------------------------------------------------------------------- | ------------------------------------------------------------------------------ | ----------------------------------------------------------------------- |
| 20 km individual detalhes            | Emil Hegle Svendsen NOR Noruega                                                 | Ole Einar Bjørndalen NOR Noruega Sergey Novikov BLR Bielorrússia               | Nenhuma                                                                 |
| Velocidade individual 10 km detalhes | Vincent Jay FRA França                                                          | Emil Hegle Svendsen NOR Noruega                                                | Jakov Fak CRO Croácia                                                   |
| Perseguição 12,5 km detalhes         | Björn Ferry SWE Suécia                                                          | Christoph Sumann AUT Áustria                                                   | Vincent Jay FRA França                                                  |
| 15 km em largada coletiva detalhes   | Evgeny Ustyugov RUS Rússia                                                      | Martin Fourcade FRA França                                                     | Pavol Hurajt SVK Eslováquia                                             |
| Revezamento 4x7,5 km detalhes        | Halvard Hanevold Tarjei Bø Emil Hegle Svendsen Ole Einar Bjørndalen NOR Noruega | Simon Eder Daniel Mesotitsch Dominik Landertinger Christoph Sumann AUT Áustria | Ivan Tcherezov Anton Shipulin Maxim Tchoudov Evgeny Ustyugov RUS Rússia |

Feminino
| Evento                                | Ouro                                                                               | Prata                                                                    | Bronze                                                               |
| ------------------------------------- | ---------------------------------------------------------------------------------- | ------------------------------------------------------------------------ | -------------------------------------------------------------------- |
| 15 km individual detalhes             | Tora Berger NOR Noruega                                                            | Elena Khrustaleva KAZ Cazaquistão                                        | Darya Domracheva BLR Bielorrússia                                    |
| Velocidade individual 7,5 km detalhes | Anastasiya Kuzmina SVK Eslováquia                                                  | Magdalena Neuner GER Alemanha                                            | Marie Dorin FRA França                                               |
| Perseguição 10 km detalhes            | Magdalena Neuner GER Alemanha                                                      | Anastasiya Kuzmina SVK Eslováquia                                        | Marie-Laure Brunet FRA França                                        |
| 12,5 km em largada coletiva detalhes  | Magdalena Neuner GER Alemanha                                                      | Olga Zaitseva RUS Rússia                                                 | Simone Hauswald GER Alemanha                                         |
| Revezamento 4x6km detalhes            | Svetlana Sleptsova Anna Bogaliy-Titovets Olga Medvedtseva Olga Zaitseva RUS Rússia | Marie-Laure Brunet Sylvie Becaert Marie Dorin Sandrine Bailly FRA França | Kati Wilhelm Simone Hauswald Martina Beck Andrea Henkel GER Alemanha |

## Quadro de medalhas
| Ordem | País             | Medalha de ouro | Medalha de prata | Medalha de bronze |    | Ordem por total |
| ----- | ---------------- | --------------- | ---------------- | ----------------- | -- | --------------- |
| 1     | NOR Noruega      | 3               | 2                |                   | 5  | 2               |
| 2     | GER Alemanha     | 2               | 1                | 2                 | 5  | 2               |
| 3     | RUS Rússia       | 2               | 1                | 1                 | 4  | 4               |
| 4     | FRA França       | 1               | 2                | 3                 | 6  | 1               |
| 5     | SVK Eslováquia   | 1               | 1                | 1                 | 3  | 5               |
| 6     | SWE Suécia       | 1               |                  |                   | 1  | 8               |
| 7     | AUT Áustria      |                 | 2                |                   | 2  | 6               |
| 8     | BLR Bielorrússia |                 | 1                | 1                 | 2  | 6               |
| 9     | KAZ Cazaquistão  |                 | 1                |                   | 1  | 8               |
| 10    | CRO Croácia      |                 |                  | 1                 | 1  | 8               |
| TOTAL | TOTAL            | 10              | 11               | 9                 | 27 | —               |